# Cartoon Wars Part II
Cartoon Wars Part II är det fjärde avsnittet i den tionde säsongen av South Park, sändes den 12 april 2006 och är den andra delen i en tvådelad berättelse om kontroversen kring en Family Guy-episod som skulle visa profeten Muhammed.

## Handling
Cartman hatar Family Guy och bestämmer sig för att stoppa ett avsnitt där profeten Muhammed skildras. Han utnyttjar rädslan för terrorism för att få Fox, nätverket som sänder Family Guy, att dra tillbaka avsnittet. Cartman låtsas vara en sjuk pojke från Danmark och berättar en gripande historia om hur hans far dog i samband med Muhammed-karikatyrerna i Jyllands-Posten. Hans historia berör Fox-executives, och de uppmanar honom att försöka påverka Family Guy-författarna. När han åker till Hollywood för att övertala Family Guy-producenterna får han hjälp av Bart Simpson, som verkar vara hans allierade i att förstöra serien.
Under sitt besök får Cartman reda på att Family Guy skrivs av sjökor som lever i ett akvarium och skapar varje avsnitt genom att välja "idébollar" med ord och popkulturreferenser. Kartläggningen av den udda skrivprocessen leder till att Cartman tror att han kan förhindra serien från att fortsätta genom att manipulera maneterna.
Samtidigt försöker Kyle, som gillar Family Guy, stoppa Cartman och få avsnittet att sändas för att försvara yttrandefriheten. Efter en rad händelser och en konflikt mellan Cartman och Kyle, slutar avsnittet med att Family Guy-avsnittet ändå sänds, men censurerat av Comedy Central. I slutet av episoden sänds ett provocerande svar från terroristledaren Ayman al-Zawahiri, som skapar en grovt animerad video där han hånar USA och påstår att deras hämnd var mycket roligare än Family Guy.

## Mottagande och kontrovers
Avsnittet hyllades för sin skarpa satir, både mot Family Guy och censur i allmänhet. Kritiker berömde hur serien hanterade den kontroversiella frågan om religiösa bilder och censur. Samtidigt väckte avsnittet debatt om yttrandefrihet, tv-censur och vad som kan anses vara acceptabelt att visa på tv. Det blev en het fråga om hur mycket inflytande terrorhot kan ha på media och konst.